# Acordo Integral de Economia e Comércio
O Acordo Integral de Economia e Comércio ou Acordo Económico e Comercial Global (AECG), mais conhecido por suas siglas em inglês  CETA (Comprehensive Economic and Trade Agreement), é um tratado de livre comércio entre a União Europeia e o Canadá.
Tal como o TTIP, este acordo tem sido amplamente criticado pelo secretismo em que se desenvolveram as negociações, bem como pelas suas consequências na área laboral, jurídica, da saúde ou sobre o meio ambiente, que são muito similares às do próprio TTIP.

## Conteúdo do acordo

### Direitos aduaneiros
O CETA implica a eliminação dos direitos aduaneiros para quase todos os produtos, nomeadamente para quase 98% dos direitos aduaneiros entre as duas regiões. Por exemplo, os direitos sobre produtos florestais serão em média de 1,2% (com um máximo de 10%) a 0% e os direitos de produtos químicos e plásticos em média de 4,9% (com um máximo de 6,5%) a 0%. Também remove os direitos aduaneiros sobre os produtos manufaturados, cuja média varia entre 1,8% e 3,3%, dependendo do setor, mas que são, no máximo, de 22%. Da mesma forma, elimina os direitos alfandegários sobre produtos de mineração e de metal, como os do alumínio e seus derivados, que eram de 6,3%, sobre o níquel e seus derivados, de 3,3% sobre o cobre, o zinco, chumbo e estanho e seus derivados, com uma média de 3,1%.
Para alguns produtos, a eliminação de direitos aduaneiros é progressiva ao longo de 3, 5 ou 7 anos, o que diz respeito, em particular, ao setor automóvel, a alguns produtos do mar e a alguns produtos agrícolas. No entanto, mesmo nessas categorias, para a grande maioria dos produtos os direitos aduaneiros são removidos imediatamente. Por exemplo, os direitos sobre marisco eram de até 20%, ou para produtos agrícolas com direitos de 12% sobre as cerejas, 9% sobre as maçãs, ou 17,3% sobre o mel. Para alguns produtos agrícolas há uma remoção dos direitos aduaneiros variável, como para o trigo duro, com direitos que variam de US $ 190 / tonelada a zero, dependendo das condições do mercado, ou o trigo comum com tarifas máximas de US $ 122 / tonelada, aveia com tarifas fixas de 89 euros / tonelada, cevada e centeio com direitos aduaneiros fixos de 93 euros por tonelada, ou alimentos para cães e gatos com direitos aduaneiros máximos de US $ 1.218 por tonelada, dependendo da natureza exata.
A carne de aves (frango e peru) e os ovos são excluídos do acordo em ambos os sentidos, e a carne bovina e suína, no sentido do Canadá para a UE. No entanto, as quotas de acesso com isenção de direitos são implementadas ao longo de 3, 5 ou 7 anos. Assim, as quotas de carne bovina aumentarão de 4 162 para 45 840 toneladas por ano, enquanto as quotas de carne de suíno aumentarão de 5 549 para 75 000 toneladas por ano. Além disso, os produtos lácteos da União Europeia são excluídos. Nesta matéria, também é introduzido um contingente pautal, para além do já existente. Por exemplo, a quantidade de queijo europeu isenta de direitos alfandegários no mercado canadense aumentará de 13 471 para 31 971 toneladas. O tratado exige que o Canadá reconheça 145 denominações de origem europeias não vitícolas dos 1 500 da União Europeia (o Canadá já reconhece a maioria dos AOCs vitícolas) [34]. Os produtos agrícolas ou alimentares não comunitários, como as hormonas bovina ou de cloro, são excluídos do acordo, bem como os OGM, não autorizados pela EU.
Para ser elegível para as disposições do acordo, os produtos devem respeitar as condições originais detalhadas na seção "Protocolo sobre Regras de Origem e Procedimentos de Origem". Por exemplo, os animais devem nascer, ser criados e abatidos no Canadá para que sua carne seja considerada canadense no quadro do significado do acordo.
- abertura do comércio de serviços;
- a harmonização das normas atuais e futuras, com o reconhecimento das normas europeias para exportar para o Canadá;[8]
- a abertura de mercados públicos, particularmente no Canadá, onde serão abertos 30% dos mercados públicos, enquanto os mercados públicos europeus não devem ser mais abertos às empresas canadenses porque 90% dos contratos públicos já eram abertos antes do acordo;[8]
- as disposições sobre direitos autorais, como os direitos de propriedade industrial sobre drogas no Canadá, serão estendidas por dois anos;
- um mecanismo de resolução de litígios entre investidor e estado;[6]
- uma seção sobre desenvolvimento sustentável, meio ambiente e legislação laboral. Os reconhecimentos de qualificações e diplomas também estão incluídos e são racionalizados no Tratado.[5]

## Argumentos a favor do acordo
François Lenoir para AFP apresenta o acordo no jornal Público da seguinte forma: “O CETA reduz as taxas aduaneiras para um grande número de produtos e uniformiza normas para favorecer intercâmbios e para mudar profundamente as relações comerciais entre o Canadá e a UE. O Canadá ganha mais e melhor acesso a um mercado de 500 milhões de pessoas, com vantagens para as suas empresas que não têm outras grandes potências económicas como os Estados Unidos ou o Japão. As empresas portuguesas podem economizar mais de 500 milhões de euros por ano em impostos e aumentar a sua quota de acesso a concursos públicos no Canadá, em mercados como as telecomunicações, energia e transportes. O tratado uniformiza as regulações de produtos como a maquinaria industrial, equipamento rádio, jogos ou equipamentos de medição.”
Paulo Rangel vê nas críticas ao CETA “uma vaga nacionalista, protecionista e reacionária, na melhor linha de Trump, Le Pen e similares de esquerda”. Considera que não existem problemas ambientais, de padrões ou de direitos sociais: “O padrão de respeito pelos direitos fundamentais, pela democracia, pelos direitos sociais, pelo ambiente e pela livre iniciativa não tem paralelo noutros espaços económicos do globo”. Defende que o ICS (Investment Court System) permite ultrapassar as críticas do sistema de arbitragem ISDS: “Mesmo o ponto crucial e sensível da competência para julgar diferendos, depois da tentação perversa de recorrer à velha “arbitragem selvagem”, culminou na criação de um tribunal permanente com juízes próprios nomeados antecipadamente”
Margarida Marques rejeita as críticas dos partidos à esquerda sobre o “secretismo” que tem envolvido o processo de negociação do acordo. Pensa que o acordo representa ganhos económicos imediatos para a União Europeia (UE) ao nível das poupanças anuais nos direitos alfandegários de 500 milhões de euros por ano e tem “aspectos não mensuráveis” como os “benefícios decorrentes da globalização”.

## Argumentos contra o acordo

### Um processo pouco transparente
A Plataforma TROCA critica o facto de o CETA ter sido negociado nas costas dos cidadãos entre 2009 e 2014, num total secretismo e sem envolvimento da sociedade.
Inicialmente, a Comissão Europeia pretendia que o CETA não fosse ratificado pelos parlamentos dos Estados-membros, alegando que o acordo seria da exclusiva competência da UE. Só após uma maciça contestação dos cidadãos e a intervenção de alguns Estados-membros, a Comissão foi obrigada a aceitar que o CETA teria de ser ratificado nos parlamentos nacionais, pois o Tribunal de Justiça da União Europeia deu razão aos cidadãos e mostrou que as pretensões da Comissão Europeia eram contrárias ao Direito Europeu [87].
A Plataforma TROCA criticou ainda a falta de informação ao público português em geral [88] sobre esse assunto, apesar de ter sido aprovada pelo Parlamento português [89] a realização de um amplo debate público que deveria preceder a votação sobre o CETA. Entretanto, a Assembleia da República já aprovou o CETA, sem a devida divulgação sobre as suas múltiplas implicações.

### Ambiente
Em Portugal a GEOTA, a Liga para a Proteção da Natureza, a QUERCUS e a ZERO, bem como muitas outras associações ambientalistas, foram muito claras na sua oposição a este acordo.
Segundo a TROCA, existem três mecanismos através dos quais o CETA contribui para agravar as ameaças ambientais. Por um lado, por poder incentivar situações de “dumping” ambiental no processo produtivo, acentuando as vantagens competitivas de que os países com a legislação laboral mais laxista podem beneficiar – e desta forma deslocalizando a produção para onde ela causa maiores danos ambientais.
Por outro lado, por não ter previstas formas de internalizar devidamente os custos ambientais do transporte de produtos que se agravam com o aumento da circulação de bens e serviços.
Por fim, a TROCA pensa que o acordo pode colocar entraves à ação do estado para resolver problemas ambientais, quer por via da harmonização regulatória, quer por via dos mecanismos de arbitragem.
Num artigo no jornal Público, Ana Marta Paz apresenta argumentos críticos sobre a forma como o CETA pode contribuir para agravar o problema das alterações climáticas.

### Sistema de resolução de litígios
O Sindicato dos Magistrados do Ministério Público (SMMP) e a Associação Sindical dos Juízes Portugueses (ASJP) são claras e inequívocas na sua oposição ao CETA. José Ribeiro de Albuquerque, Secretário-Geral do SMMP expõe algumas das razões que fundamentam a sua oposição, bem como Paulo Raposo, Secretário-geral da ASJP.
Estas associações alertam para a transformação sistémica que acordos como o CETA visam provocar na ordem jurídica europeia e nacional, subtraindo aos cidadãos e seus representantes o poder de legislar, recorrendo para isso aos processos de harmonização regulatória e aos mecanismos de arbitragem. José Ribeiro Albuquerque avisa que o Fórum de Cooperação Regulamentar instituído no CETA representa “um mecanismo de atentado à democracia já que pretende, na prática, vetar qualquer regulação futura que não esteja ao serviço da competitividade das multinacionais”. Por outro lado, Paulo Raposo acrescenta que “o caminho que o CETA percorre é o de condicionar fortemente a capacidade nacional de regular a economia. (…) É um verdadeiro aprisionamento da capacidade de decisão nacional”.
Por outro lado, através dos mecanismos de arbitragem (no caso do CETA, o ICS) as normas constantes dos contratos ou acordos passam a constituir direito substantivo, ficando a jurisdição entregue a uma espécie de guarda pretoriana constituída por advogados de negócios internacionais a fazer o papel de juízes.
Também por esta razão, a Associação Europeia de Juízes (AJJ) sublinhou claramente que o ICS é um sistema desnecessário e que prejudica a ordem jurídica da EU.
Uma declaração elaborada por mais de 100 professores de Direito europeus vai no mesmo sentido, afirmando que “o sistema ICS ainda carece de importantes salvaguardas institucionais por forma a poder respeitar os princípios de um Estado de Direito, pois a imparcialidade e a independência dos juízes selecionados não estão totalmente garantidas”.

### Saúde
Em Portugal, a Ordem dos Médicos seguiu o exemplo de várias instituições internacionais que defendem uma melhor Saúde Pública na sua oposição ao CETA.
A Ordem dos Médicos considera que “as autoridades de saúde poderão ser forçadas a compartilhar mais informações com as empresas farmacêuticas em relação às suas próprias decisões sobre o acesso aos medicamentos, o que concede mais poder às corporações para enfrentarem políticas que entenderem como prejudiciais para os seus interesses”.
Ainda de acordo com a Ordem dos Médicos, o CETA poderá levar à “privatização de serviços, ao alargamento das patentes e ao aumento dos preços dos medicamentos, dificultando o acesso aos mesmos por parte das pessoas mais pobres e aumentando os custos da saúde das populações de forma insustentável”.
A mesma preocupação é demonstrada pela Aliança Europeia pela Saúde Pública, que refere que “o CETA é incoerente com os principais objetivos da política de Saúde Pública e não contribui para a batalha contra o aumento de doenças não-transmissíveis e a obesidade nem para o acesso universal a medicamentos a preços acessíveis”. Ademais, a Aliança Europeia pela Saúde Pública indica que “as medidas de proteção de investimento previstas não vão impedir que as empresas de tabaco, álcool e alimentos pouco saudáveis ponham em causa as leis de Saúde Pública”, representando pois o CETA um grande perigo, visto que irá “minar o padrão de qualidade e a acessibilidade aos serviços de interesse geral (social, saúde, educação, água), não se baseando numa avaliação dos seus potenciais impactos sobre o preço dos medicamentos”. A mesma posição é fundamentada em maior detalhe num documento ligeiramente mais extenso.
Uma excelente análise dos impactos do CETA relativamente à Saúde Pública é da autoria da Federação Europeia dos Sindicatos dos Serviços Públicos.

### Serviços públicos
Sindicatos de ambos os lados do Atlântico uniram-se para apresentar a sua oposição ao CETA na sua formulação atual. Uma das razões invocadas foi a ameaça colocada aos serviços públicos nos países da União Europeia e no Canadá.
De facto, um dos pontos mais gravosos do CETA tem a ver com a conceção de “Serviço Público” e suas preocupantes implicações em múltiplos aspetos da vida de todos nós.
Estabelece o Cap. 8, Secção A, Art.º 8.1 (pág. 76), referente ao Investimento, Definições e Âmbito, que “Serviço Público” é “qualquer atividade realizada no exercício da autoridade do Estado que não se efetue numa base comercial nem em concorrência com um ou mais operadores privados”. Ora, sabendo que quase todos os setores estatais enfrentam a concorrência de empresas privadas, como na saúde, educação, segurança, etc., daqui resulta uma redução do espaço de “Serviço Público” enquanto serviço estatal e um drástico decréscimo, na prática, do “direito do Estado a regular” a nível nacional, regional e local.
A Plataforma TROCA salienta um outro aspeto também mencionado nas declarações dos sindicatos, que é o das ”listagens negativas”, sendo o CETA o primeiro tratado europeu a incluí-las. Nestas listas, ao contrário das listas positivas, têm de ser referidos explicitamente todos domínios que não são abrangidos pelas disposições do acordo, ficando, na prática, tudo o resto sujeito às mesmas.
A TROCA considera que esse processo, aplicado sobretudo à área dos serviços, contém fortes riscos para as escolhas democráticas, uma vez que qualquer nova atividade a ser criada ficará à disposição do setor privado e estará antecipadamente abrangida pelas disposições de liberalização que o acordo impõe. Isto representa um enorme sucesso dos lóbis empresariais de ambos os lados do Atlântico, que tinham como objetivo assegurar o maior grau possível de liberalização de serviços.
São precisamente estas questões que também fundamentam a oposição inequívoca do Movimento Europeu da Água ao CETA.

### Direitos laborais
A já mencionada oposição dos sindicatos dos dois lados do Atlântico ao CETA na sua formulação atual também se prende com a ameaça que o acordo representa para os Direitos laborais.
Em Portugal, a CGTP afirma que o CETA ataca o regime democrático e as conquistas dos trabalhadores, enquanto os Precários Inflexíveis alertam para as ameaças colocadas às proteções que existem no Código do Trabalho e o perigo de mercantilização da Justiça, entre outras ameaças aos direitos laborais.
A própria Comissão do Emprego e dos Assuntos Sociais da União Europeia afirma que, “no que diz respeito à criação de emprego digno, dados empíricos com base em modelos do mundo real apontam, na melhor das hipóteses, para um aumento global marginal do emprego na União não superior a 0,018% ao longo de um período de execução de 6 a 10 anos. Além disso, estudos recentes que usaram esses modelos preveem perdas de emprego reais de 204 000 postos em toda a UE, incluindo 45 000 na França, 42 000 na Itália e 19 000 na Alemanha.”

### Privacidade e os Consumidores
Entidades como a Comissão Nacional de Proteção de Dados (CNPD) e inúmeras outras associações que zelam pela proteção da privacidade dos cidadãos europeus veem com preocupação a implementação do CETA. Por um lado, porque restringe a possibilidade de legislar para proteger a integridade dos dados pessoais quando isso possa prejudicar negócios que beneficiem da partilha dos mesmos entre ambos os lados do Atlântico.
Existem exceções salvaguardadas, é certo, mas a CNPD considera-as muito restritas.
Por outro lado, porque, em nome da harmonização regulatória, o CETA cria o Fórum de Cooperação Regulamentar (FCR), por via do qual as grandes multinacionais serão capazes de pressionar os legisladores através de grupos de pressão (lobbies) durante o processo de criação legislativa. Em termos práticos, trata-se de um «alçapão legislativo» para fragilizar a proteção dos direitos fundamentais dos cidadãos à sua privacidade. Particularmente preocupante é o artigo 28.3 c), onde se afirma que a legislação comunitária que fundamentaria qualquer medida para proteger dados pessoais e a privacidade dos cidadãos não pode ser inconsistente com as restantes provisões previstas no tratado. Isto representa pois uma menorização da «Carta dos Direitos Fundamentais» que fica assim relegada para uma posição abaixo de um tratado comercial.
O mesmo FDR e a mesma menorização da legislação comunitária face ao disposto no acordo poder-nos-iam levar a esperar o pior no que diz respeito à proteção dos consumidores. No entanto, o que motiva a oposição da DECO face ao CETA são mesmo os mecanismos de arbitragem nele inscritos.

### Agricultura e bem-estar animal
Os impactos do CETA na Agricultura são vários e justificam a oposição da Confederação Nacional da Agricultura.
A Plataforma TROCA considera que o CETA representa dificuldades adicionais para encorajar práticas agrícolas não-industriais e sustentáveis em ambos os lados do Atlântico, ao mesmo tempo que baixa significativamente os padrões relativos ao processamento e à produção alimentar dos produtos com acesso ao mercado, principalmente na União Europeia e dificulta ainda nova regulação neste domínio com vista à proteção da Saúde Pública.
Por outro lado, segundo a TROCA o CETA prejudica os pequenos agricultores face aos grandes latifundiários e enfraquece os atuais sistemas de Denominação de Origem Protegida e Indicação Geográfica Protegida. Dos 1.308 produtos alimentares protegidos e dos 3.215 vinhos e bebidas espirituosas protegidas na UE apenas 173 são protegidos no texto do CETA. De Portugal, apenas 11 produtos alimentares são protegidos no acordo.

### Impactos económicos do CETA
O «Sustainability Impact Acessment» (SIA) é um relatório que estuda os impactos económicos do CETA, tendo sido encomendado pelos proponentes do acordo (o governo do Canadá e a Comissão Europeia). A metodologia seguida, as assunções de partida e várias opções dos autores sustentam a suspeita de que existe um enviesamento favorável ao acordo.
Ainda assim, o SIA conclui que o CETA agrava as disparidades salariais e reconhece os potenciais impactos negativos do acordo no meio ambiente (por exemplo, o aumento das emissões de metano no sector agrícola, ou o incentivo acrescido ao uso de areias betuminosas, com intensidade carbónica superior à dos combustíveis fósseis tradicionais).
O SIA prevê um impacto muito reduzido no Produto Interno Bruto da União Europeia: um valor entre os 0,02% e 0,03% dependendo dos detalhes do acordo.
Por outro lado, um aspeto adicional não contemplado no estudo é o dos custos orçamentais do acordo. 10% do orçamento comunitário provêm das tarifas alfandegárias, cuja redução ou eliminação é parte integrante do acordo, e o valor desta perda de receita pode ser estimado em 330 milhões de euros anuais. Dever-se-iam acrescentar a estes custos aqueles que forem resultantes do ajustamento no mercado laboral (mesmo assumindo a ausência de efeitos persistentes negativos em resultado deste ajuste, o que é questionável) e respetivos impactos negativos na sustentabilidade dos vários sistemas de Segurança Social.

## Ratificação
O CETA foi assinado no dia 30 de outubro de 2016 pelo Conselho da União Europeia e ratificado no Parlamento Europeu no dia 15 de fevereiro de 2017. Já foi ratificado pelo Canadá. Em Portugal, o CETA foi ratificado pelo Presidente da República a 9 de dezembro de 2017.
O CETA deve ser ratificado pelos 24 diferentes parlamentos nacionais da Europa, cerca de metade dos quais já o fizeram.

## Aplicação
O acordo foi adotado provisoriamente e parcialmente (90% das disposições do acordo), a partir de 21 de setembro de 2017, nas áreas de competência exclusiva da UE, excluindo temporariamente algumas competências partilhadas que exigem o voto dos Estados-Membros da UE, como a questão da propriedade intelectual ou do ICS, o controverso sistema de resolução de litígios.